# Соболиный (приток Ыджидляги)
Соболиный — река в России, протекает по территории Троицко-Печорского района республики Коми. Длина реки — 16 км.
Правый приток реки Ыджидляга, левого притока реки Илыч, правой притоки реки Печора, впадает в 6 км от устья.

## Описание
Река начинается на южных склонах горы Торрепорреиз (высота 774 метра). Протекает на юго-запад и запад по тайге.

## Данные водного реестра
По данным государственного водного реестра России относится к Двинско-Печорскому бассейновому округу, водохозяйственный участок реки — Печора от истока до водомерного поста у посёлка Шердино, речной подбассейн реки — Бассейны притоков Печоры до впадения Усы. Речной бассейн реки — Печора.
Код водного объекта — 03050100112103000058815.